# ニコラス・ハンフリー
ニコラス・ケインズ・ハンフリー（Nicholas Keynes Humphrey、1943年3月27日 - ）はイギリスの心理学者。2008年までロンドン・スクール・オブ・エコノミクスの教授とニューヨークのニュースクールで非常勤教授を務めていた。ハンフリーは意識と超自然現象への信念に対するダーウィン主義的アプローチによる研究を行い、霊長類の研究によってマキャベリ的知性仮説の基盤を作った。
1970年代後期に反核運動に関わっており、1981年に『深夜の4分間』と題された記念講演を行った。

## 業績
ルワンダでルイス・リーキーと会い、トゥルカナ湖畔でダイアン・フォッシーとゴリラたちと3ヶ月間生活した後に、ハンフリーは人間の認知能力の進化に関心を持った。1975年に『知性の社会的機能』と題した認知スキルの進化に関するエッセイを書いた。このエッセイは何度も増刷され、後の著書『Consciousness Regained』の基盤となった。その後、イギリスのチャンネル4で『内なる目』と題されたテレビシリーズのためにケンブリッジ大学の研究員の職を辞した。このシリーズは1986年に終了し、同名の本が出版された。
1987年にダニエル・デネットはタフツ大学の認知研究センターでともに働くよう誘った。彼らは意識に関する理論の、経験的な基盤を作るためにともに研究した。また解離性同一性障害の研究を行った。ハンフリーの一連の著作、『心の歴史』（1992年）では意識が「考える」ことよりもむしろ「感じる」ために進化したことについて理論を提示し、イギリス心理学会から1993年のブックオブザイヤー賞を受賞した。その後に出版された『喪失と獲得―進化心理学から見た心と体』 、『赤を見る』もベストセラーとなった。

### その他の研究
ハンフリーは1970年代に活発に反核運動に参加した。1981年にBBCで軍拡競争の危険性を説く『深夜の4分間』と題された講義を行った。1984年にはロバート・リフトンとともに戦争と平和に関するアンソロジーを編集し、マーティン・ルーサー・キング賞を受賞した。
1992年にダーウィンカレッジのシニアフェローに任命され、超心理学の研究を行った。彼は超能力やサイコキネシスのような現象の懐疑的な研究を行い、この研究は1995年に『魂を見つける：人間の本性と超自然的信念』と題された本として発表された。その後、『内なる目』シリーズから離れていくつかのテレビとラジオドキュメンタリに取り組んだ。彼が扱う話題は超常的な現象への信念から中世の動物裁判まで幅広い。また偽薬効果に関して、脳が体の状態をトップダウン式に管理しているという「健康管理システム」の概念を提唱している。

## 著作
- Consciousness Regained: Chapters in the Development of Mind, Oxford University Press, 1983. ISBN 978-0192860521 [Spanish translation 1989.]
- In a Dark Time, (ed. with R.J.Lifton), Faber & Faber 1984, Harvard University Press 1984.ISBN 978-0674445383
- The Inner Eye, Faber & Faber 1986, Faber Inc 1987, Vintage 1993, Oxford University Press 2002. ISBN 978-0192802446 [Italian and Spanish translations 1992, Japanese translation 1993, Korean translation forthcoming.]

『内なる目』紀伊國屋書店 (1993/11) 垂水雄二訳
- A History of the Mind, Chatto & Windus 1992, Simon & Schuster 1992, ISBN 978-0387987194 Vintage 1993, Copernicus 1999. [Portuguese translation 1995; German translation 1996; Italian translation 1998; Spanish 2002 Korean translations forthcoming.]
- Soul Searching: Human Nature and Supernatural Belief, Chatto & Windus 1995, ISBN 978-0099273417 Vintage 1996, Basic Books 1996, Copernicus 1999. [Italian translation forthcoming.] (In the United States, retitled Leaps of Faith: Science, Miracles, and the Search for Supernatural Consolation.)
- The Mind Made Flesh: Essays from the Frontiers of Evolution and Psychology, Oxford University Press, 2002. ISBN 978-0192802279 [Japanese translation forthcoming.]

『喪失と獲得』紀伊國屋書店 (2004/10) 垂水雄二訳
- Seeing Red: A Study in Consciousness, Belknap Press/Harvard University Press, 2006. ISBN 978-0674030541

『赤を見る』紀伊國屋書店 (2006/11) 柴田裕之訳
- Soul Dust: The Magic of Consciousness, Quercus Publishing/Princeton University Press 2011. ISBN 978-0857388292

『ソウルダスト――〈意識〉という魅惑の幻想』紀伊国屋書店（2012/04）柴田裕之訳

### 英語
- ハンフリーの公式ウェブサイト
- The human factor アンドリュー・ブラウンによるインタビュー 2006年7月29日 ガーディアン紙
- EDGE talk, A Self worth having A Talk with Nicholas Humphrey Edgeによるインタビュー
- 『赤を見る』への批判的レビュー
- 『赤を見る』のレビュー ジョン・サールによる。

### 動画
- リチャード・ドーキンスによるインタビュー プラセボ効果について